# Бобаріко Олександр Євгенович
Олександр Євгенович Бобаріко (нар. 4 березня 1957, Чернігів) — колишній радянський футболіст, що виступав на позиції захисника у низці українських клубів другої та першої ліги. По закінченні кар'єри футболіста — український футбольний тренер та функціонер.

## Клубна кар'єра
Олександр Бобаріко народився у Чернігові, і є вихованцем школи підготовки місцевого футбольного клубу «Десна». Розпочав виступи на футбольних полях молодий футболіст у місцевому клубі колективу фізкультури «Промінь». Із 1977 року розпочав виступи за чернігівську команду майстрів «Десна», яка на той час виступала у другій всесоюзній лізі. За команду з рідного міста виступав до 1981 року, і отримав запрошення від львівських «Карпат», які того року вибули з вищої ліги до першої. Проте у львівському клубі Бобаріко виступав виключно за дублюючий склад, і вже наступного року, після розформування «Карпат» та об'єднання їх з місцевим армійським клубом розпочав виступи за об'єднану львівську команду — СКА «Карпати». Проте і в цьому клубі Бобаріко не став основним гравцем, лише в першому році виступів за об'єднану команду зіграв 10 матчів у першій союзній лізі, а наступного, 1983 року, грав виключно за дубль львівських армійців. У цьому ж році, разом із низкою гравців з інших міст, зокрема Василем Деркачем та Геннадієм Сицком, перейшов до складу друголігового луцького «Торпедо», проте зіграв до кінця року лише 8 матчів, та перейшов до складу вінницької «Ниви». У цьому клубі Олександр Бобаріко став одним із основних гравців захисту команди, і вже в перший рік виступів за вінницьку команду став чемпіоном УРСР, і зіграв у переможному для вінничан сезоні 30 матчів за клуб. У вінницькій команді Бобаріко виступав у другій лізі до кінця 1987 року, та отримав запрошення у першоліговий клуб — «Металург» із Запоріжжя, у якому дебютував відразу ж у кінці сезону 1987 року. У запорізькому клубі Бобаріко грав до кінця 1988 року, і провів у складі «металургів» 23 матчі у першій союзній лізі. У кінці 1988 року став гравцем чернівецької «Буковини», у 1989 році став із нею срібним призером чемпіонату УРСР, та зіграв цього сезону 46 матчів у другій лізі. Наступного сезону Олександр Бобаріко з чернівцькою командою став переможцем західної буферної зони другої ліги, виборовши путівку до першої союзної ліги, зігравши у переможному складі буковинців 36 матчів у чемпіонаті СРСР. Наступного сезону Бобаріко, зігравши 5 матчів за «Буковину» в першій лізі, поїхав на футбольні заробітки до сусідньої Польщі, де став гравцем місцевої «Краковії». У польському клубі український футболіст зіграв 10 матчів, та завершив кар'єру футболіста.

## Після закінчення кар'єри футболіста
Після завершення виступів у «Краковії» в кінці 1991 року Олександр Бобаріко повернувся до України, де приєднався до тренерського штабу чернівецької «Буковини», який очолював Юхим Школьников. Улітку 1992 року разом із Школьниковим увійшов до тренерського штабу іншого свого колишнього клубу — вінницької «Ниви». Після відставки Юхима Школьникова і його переходу до молдовського «Тилігула» Олександр Бобаріко із середини 1994 року очолив вінницький клуб, та допоміг йому утриматись у вищій українській лізі. На посаді головного тренера Бобарико працював до квітня 1995 року, та був замінений на Юрія Коваля. До середини 1997 року Бобаріко працював у тренерському штабі «Ниви», а з липня 1997 року до кінця року працював у тренерському штабі В'ячеслава Грозного у дніпропетровському «Дніпрі», а у 1998 році працював разом із Грозним уже в болгарському «Левскі». Після повернення в Україну Бобаріко протягом року очолював аматорський вінницький «Хімік», пізніше працював тренером у СДЮШОР донецького «Шахтаря». З кінця 2001 року до середини 2002 року Олександр Бобаріко знову входив до тренерського штабу головної команди Вінниці. З середини 2002 року Олександр Бобаріко працює у Федерації футболу України на посаді заступника голови комітету юнацького футболу, а також начальника відділу науково-методичного забезпечення. Олександр Бобаріко також займав посаду секретаря науково-методичної ради ФФУ, та члена її Науково-методичної ради.

## Досягнення
- Переможець Чемпіонату УРСР з футболу 1984, що проводився у рамках турніру в шостій зоні другої ліги СРСР.
- Переможець Чемпіонату СРСР друга ліга Захід : 1990.